# Judo-Europameisterschaften der Männer 1978
Die Judo-Europameisterschaften 1978 bei den Männern fanden vom 5. bis zum 7. Mai im finnischen Helsinki statt. Dabei errangen die Judoka des Deutschen Judo-Verbandes der DDR fünf der insgesamt acht Goldmedaillen. Alle teilnehmenden DDR-Judoka erreichten einen Medaillenrang.

## Ergebnisse

### Männer
| Gewichtsklasse                 | Gold                 | Silber             | Bronze                              |
| ------------------------------ | -------------------- | ------------------ | ----------------------------------- |
| Superleichtgewicht (bis 60 kg) | Felice Mariani       | Ferenc Szabó       | Reinhard Arndt Evgeny Pogorelov     |
| Halbleichtgewicht (bis 65 kg)  | Torsten Reißmann     | Nikolai Solodukhin | József Tuncsik Dragan Kosic         |
| Leichtgewicht (bis 71 kg)      | Günter Krüger        | Engelbert Dörbandt | Neil Adams Károly Molnar            |
| Halbmittelgewicht (bis 78 kg)  | Harald Heinke        | Adam Adamczyk      | Bernard Tchoullouyan Jurek Jatowitt |
| Mittelgewicht (bis 86 kg)      | Aleksandrs Jackēvičs | Detlef Ultsch      | Wolfgang Frank Jürg Röthlisberger   |
| Halbschwergewicht (bis 95 kg)  | Dietmar Lorenz       | Angelo Parisi      | Robert Van de Walle Vladimir Gurin  |
| Schwergewicht (über 95 kg)     | Peter Adelaar        | Imre Varga         | Jean-Luc Rougé Sergei Nowikow       |
| Offene Klasse                  | Dietmar Lorenz       | Jean-Luc Rougé     | Imre Varga Dschibilo Nischaradse    |

## Medaillenspiegel
| Rang | Land                            | Gold | Silber | Bronze | Gesamt |
| ---- | ------------------------------- | ---- | ------ | ------ | ------ |
| 1    | Deutsche Demokratische Republik | 5    | 1      | 1      | 7      |
| 2    | Sowjetunion                     | 1    | 1      | 4      | 6      |
| 3    | Italien                         | 1    | –      | –      | 1      |
| 3    | Niederlande                     | 1    | –      | –      | 1      |
| 5    | Ungarn                          | –    | 2      | 3      | 5      |
| 6    | Frankreich                      | –    | 2      | 2      | 4      |
| 7    | BR Deutschland                  | –    | 1      | 1      | 2      |
| 8    | Polen                           | –    | 1      | –      | 1      |
| 9    | Jugoslawien                     | –    | –      | 1      | 1      |
| 9    | Vereinigtes Königreich          | –    | –      | 1      | 1      |
| 9    | Österreich                      | –    | –      | 1      | 1      |
| 9    | Schweiz                         | –    | –      | 1      | 1      |
| 9    | Belgien                         | –    | –      | 1      | 1      |
|      | Total                           | 8    | 8      | 16     | 32     |